# Wishing Well
«Wishing Well» es una canción del rapero estadounidense Juice Wrld, de su tercer álbum de estudio póstumo Legends Never Die, escrito por él, junto con sus productores Dr. Luke y Chopsquad DJ. Fue enviado a la radio rítmica contemporánea como el quinto sencillo del álbum el 28 de julio de 2020. Un video musical animado fue lanzado el 13 de julio de 2020.
Una canción edificante que refleja la fama, la depresión y el uso de drogas, la canción recibió críticas positivas de críticos que lo consideró como un destacado, con Billboard clasificándolo como la mejor canción del álbum. Debutó en el número cinco en el Billboard Hot 100, y simultáneamente se ubicó en el top 10 con otras cuatro canciones del álbum.

## Composición y letra
La pista comienza con una introducción de guitarra y consta de un sample de Robotech. Es considerada una pista inquietante, pero "edificante", Juice canta sobre cómo va a estar bien, aunque puede que no siempre sea el caso, porque, al final, quiere mantener felices a sus fans y familia. Felson Sajonas de Hypebeast señaló "Wishing Well" por ser una metáfora del "profundo deseo de Juice de liberarse de sus demonios y del ciclo constante de drogas y depresión". En el coro, la línea "Perky me hizo picar como un hormiguero", hace referencia a Percocet, una droga que lo llevó a la muerte. Chris Mench de Genius describió la línea como "una predicción sombría" del fallecimiento de Juice.

## Posicionamiento en lista
| Lista (2020)                                | Posiciones |
| ------------------------------------------- | ---------- |
| Alemania (Offizielle Deutsche Charts)       | 88         |
| Australia (ARIA)                            | 14         |
| Austria (Ö3 Austria Top 40)                 | 36         |
| Bélgica (Flandes) (Ultratip Bubbling Under) | 2          |
| Canadá (Canadian Hot 100)                   | 8          |
| República Checa (Singles Digitál Top 100)   | 27         |
| Dinamarca (Tracklisten)                     | 32         |
| Global 200 (Billboard)                      | 46         |
| Greece (IFPI)                               | 30         |
| Hungría (Stream Top 40)                     | 24         |
| Irlanda (IRMA)                              | 9          |
| Lithuania (AGATA)                           | 21         |
| Países Bajos (Mega Single Top 100)          | 41         |
| Nueva Zelanda (Recorded Music NZ)           | 13         |
| Noruega (VG-lista)                          | 23         |
| Portugal (AFP)                              | 57         |
| Eslovaquia (Singles Digitál Top 100)        | 50         |
| Suecia (Sverigetopplistan)                  | 27         |
| Suiza (Schweizer Hitparade)                 | 63         |
| Reino Unido (UK Singles Chart)              | 15         |
| Estados Unidos (Billboard Hot 100)          | 5          |
| Estados Unidos (Hot R&B/Hip-Hop Songs)      | 4          |
| Estados Unidos (Rhythmic)                   | 9          |
| US Rolling Stone Top 100                    | 4          |